# Jefferson de Aguiar
Jefferson de Aguiar (Vitória, 30 de junho de 1913 – Vitória, 10 de março de 2000) foi um bacharel em direito e político brasileiro.
Filho do médico Eurico Borges de Aguiar e de Maria Rodrigues de Aguiar. Seu avô Augusto Aguiar participou da primeira Assembleia Constituinte reunida no estado após a proclamação da República e seu tio, Aristeu Borges de Aguiar, presidiu o Espírito Santo de 1928 a 1930, tendo sido deposto pela Revolução de 1930. Casou com Iracema Lira de Aguiar, com quem teve cinco filhos.
Foi eleito senador pelo Espírito Santo nas eleições de outubro de 1958, pelo Partido Social Democrático (PSD), cadeira que assumiu em fevereiro de 1959.